# Essertines-en-Châtelneuf
Essertines-en-Châtelneuf ist eine französische Gemeinde mit 660 Einwohnern (Stand: 1. Januar 2022) im Département Loire in der Region Auvergne-Rhône-Alpes (vor 2016 Rhône-Alpes). Sie gehört zum Arrondissement Montbrison und zum Kanton Boën-sur-Lignon. Die Bewohner werden Essertinois und Essertinoises genannt.

## Geographie
Die Ortschaft Essertines-en-Châtelneuf liegt im Tal des Flusses Vizezy auf einer Höhe von 444 Metern.
Im Nordwesten grenzt die Gemeinde an Châtelneuf, im Nordosten an Champdieu, im Osten an Montbrison, im Süden an Bard, im Südwesten an Lérigneux und im Westen an Roche-en-Forez.

## Geschichte
Anhand von Ausgrabungen auf dem Gebiet des tiefer gelegenen Ortsteils lässt sich nachweisen, dass das Gebiet bereits im frühen Mittelalter besiedelt war. Pfarrkirche und Kapelle wurden erstmals vor dem Jahr 1000 erwähnt. Teile der Gemeinde gehörten zum Lehensgebiet von Chevallard, während andere Teile zum Gebiet von Guillanche gehörten. In den 1970er-Jahren gab es zeitweilig Überlegungen, einen Staudamm zu bauen. Wäre dieses Projekt verwirklicht worden, so stünde das Tal der Vizézy heute komplett unter Wasser.

## Bevölkerungsentwicklung
| Jahr                       | 1962 | 1968 | 1975 | 1982 | 1990 | 1999 | 2008 | 2017 |
| -------------------------- | ---- | ---- | ---- | ---- | ---- | ---- | ---- | ---- |
| Einwohner                  | 387  | 357  | 360  | 454  | 521  | 587  | 632  | 696  |
| Quellen: Cassini und INSEE |      |      |      |      |      |      |      |      |

## Sehenswürdigkeiten
- Ruine der Burg aus dem 12. Jahrhundert[2]
- Flurkreuz
- Dreischiffige Pfarrkirche Saint-Étienne aus Granit aus der ersten Hälfte des 16. Jahrhunderts.[3]
- Im Jahr 994 wurde erstmals eine Kapelle in der Ortschaft erwähnt. Das heutige Gebäude der Kapelle Saint-Étienne stammt aus dem späten 11. und frühen 12. Jahrhundert. Sie ist seit 1926 als Monument historique eingeschrieben.[4]

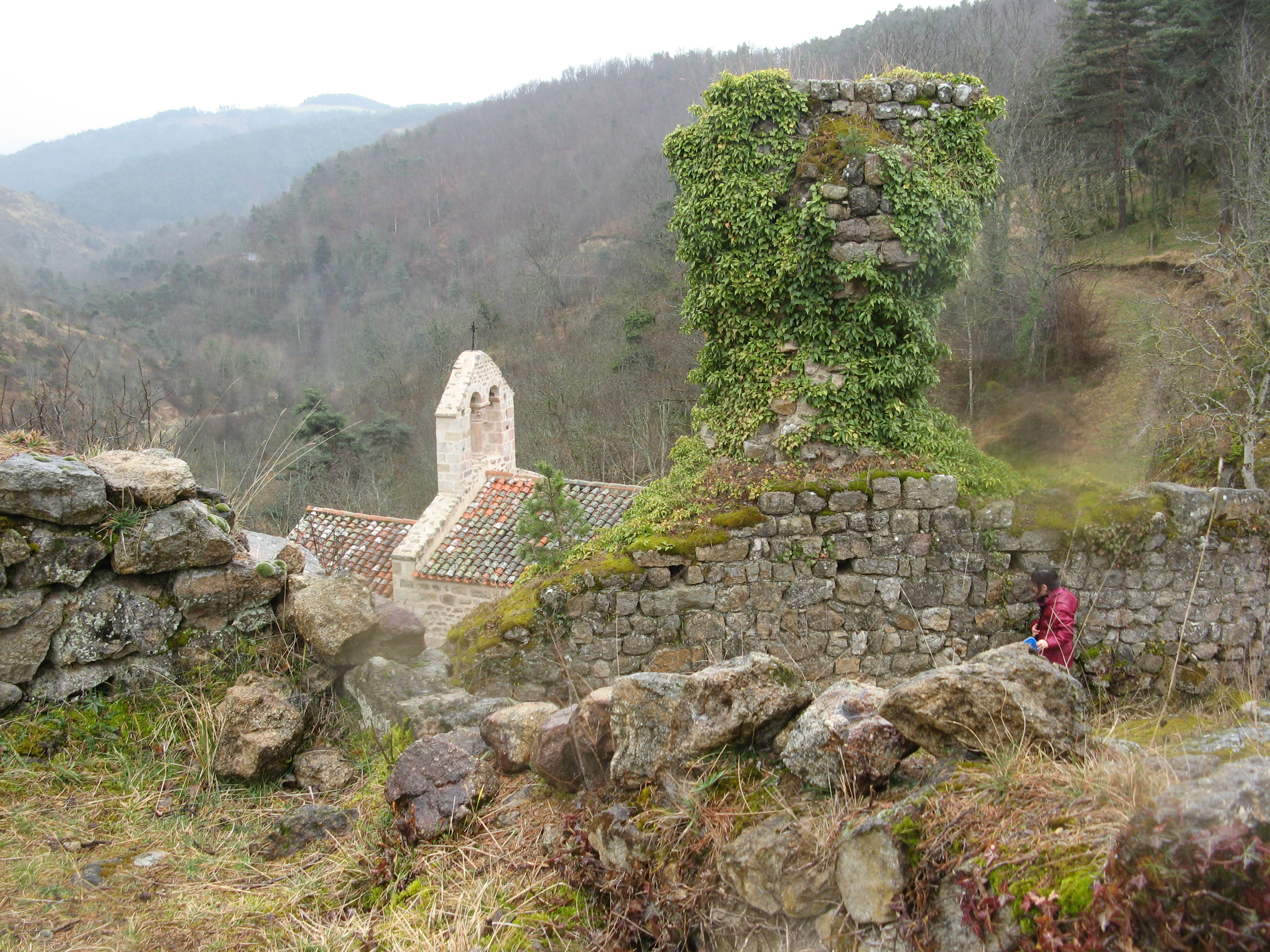
Burgruine
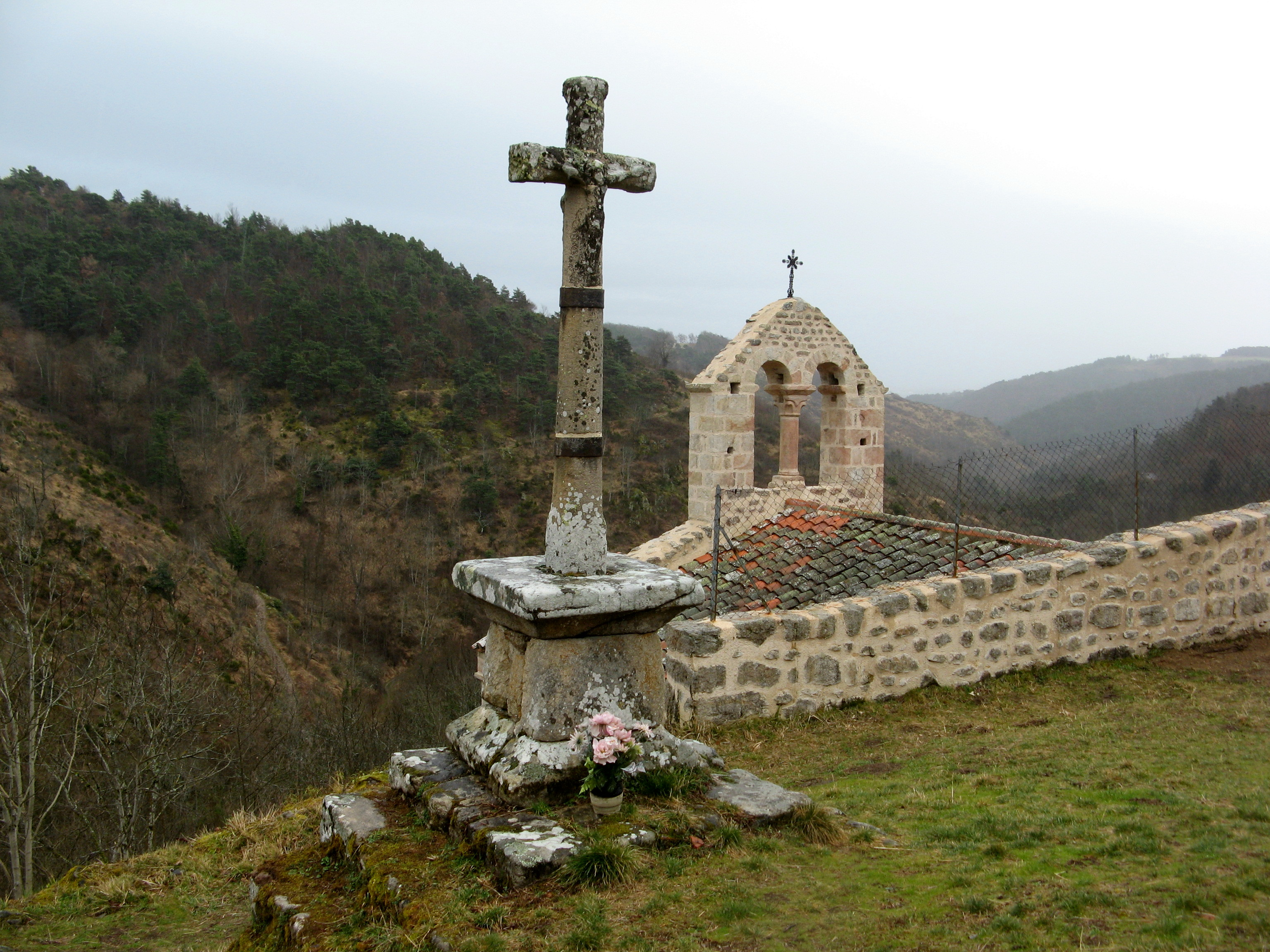
Flurkreuz
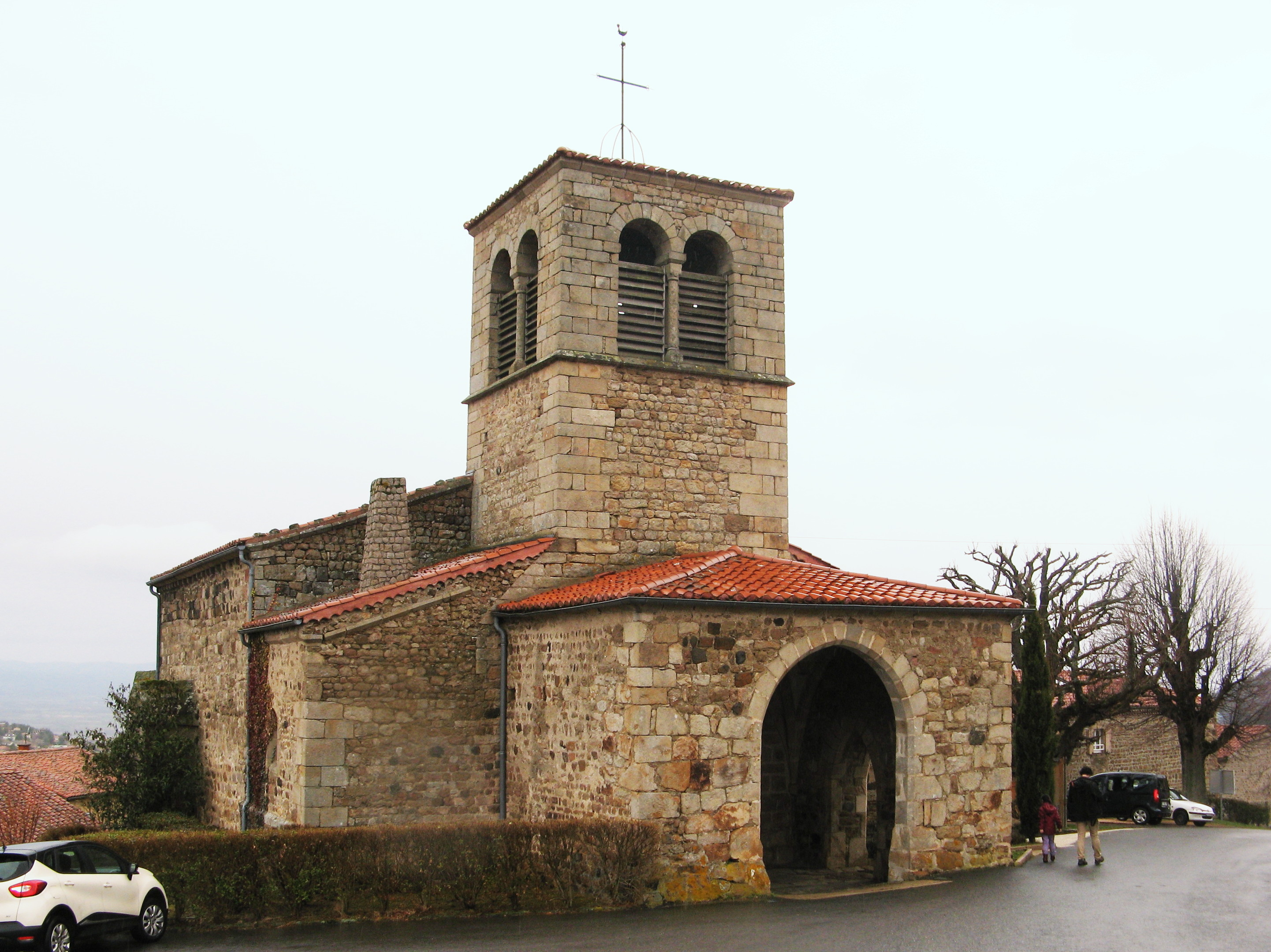
Kirche Saint-Étienne
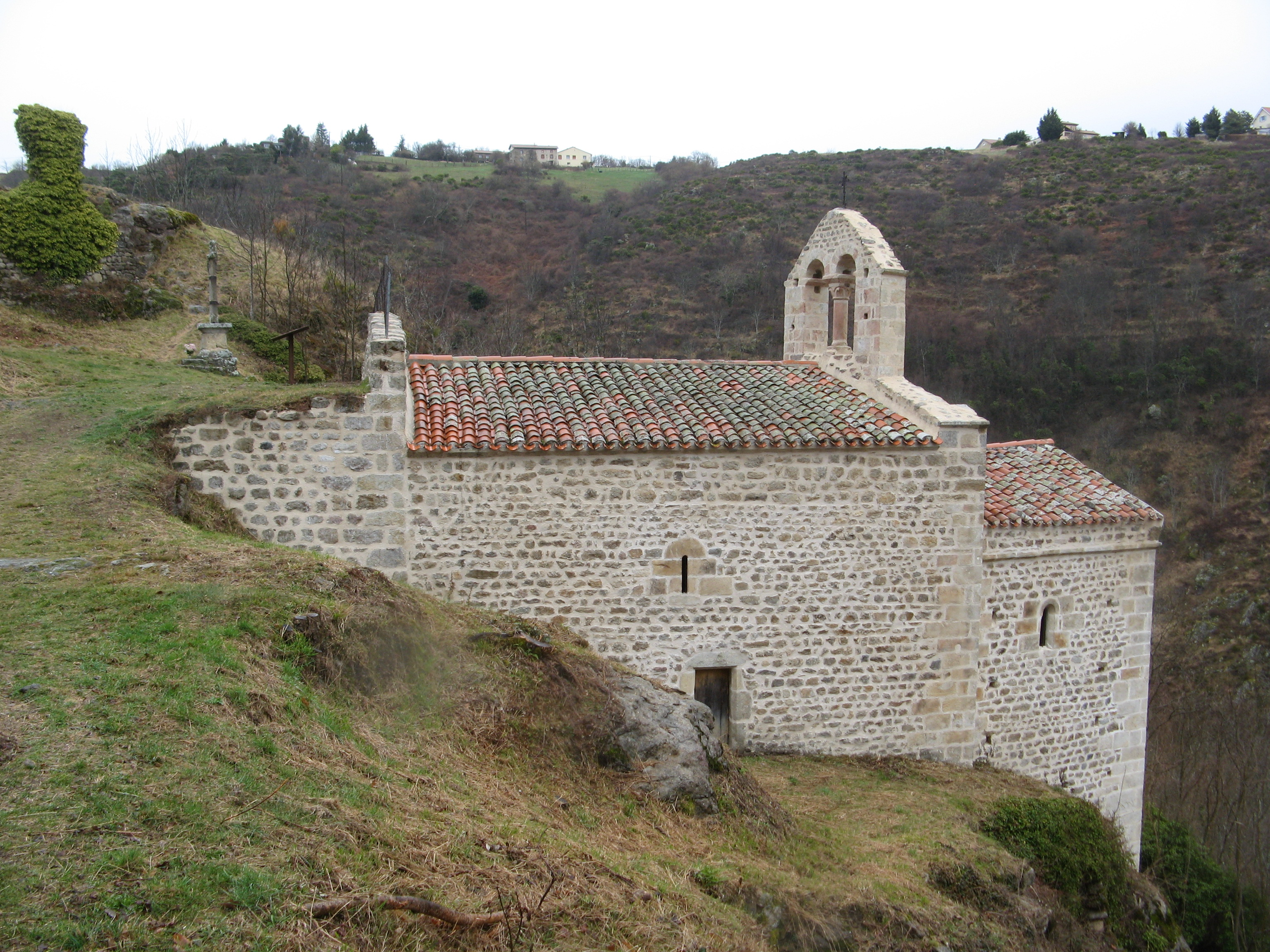
Kapelle Saint-Étienne, Südseite